# Alternativa Laranja

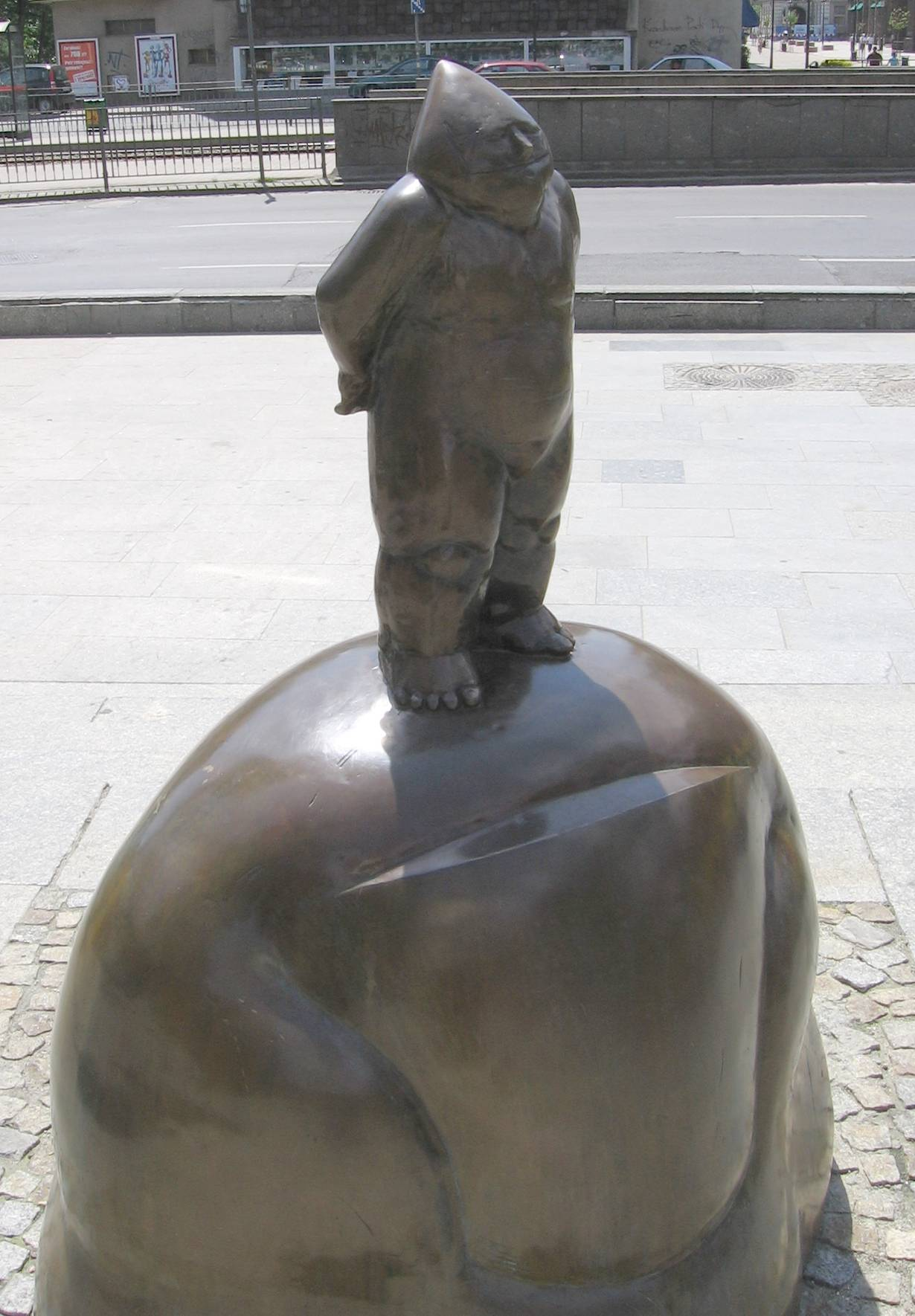
O Anão – a estátua do símbolo da Alternativa Laranja na esquina das ruas Świdnicka e Kazimierza Wielkiego em Wrocław

A Alternativa Laranja (em polonês: Pomarańczowa Alternatywa ) é um movimento clandestino anticomunista polonês, iniciado em Wrocław, uma cidade no sudoeste da Polônia e liderado por Waldemar Fydrych (às vezes escrito incorretamente como Frydrych), comumente conhecido como Major (Comandante do Festung Breslau). Seu principal objetivo na década de 1980 era oferecer a um grupo maior de cidadãos uma forma alternativa de oposição ao regime autoritário por meio de um protesto pacífico que utilizasse elementos absurdos e sem sentido.
Ao fazer isso, os membros da Alternativa Laranja não poderiam ser presos pela polícia por oposição ao regime sem que as autoridades se tornassem motivo de chacota. A Alternativa Laranja tem sido vista como parte do movimento Solidariedade mais amplo. A professora de sociologia Lisa (Lisiunia) Romanienko argumentou que estava entre as facções mais eficazes da Solidariedade em desmantelar a ansiedade e o medo em torno do regime ditatorial, a fim de promover o sucesso do movimento trabalhista (e mais tarde social e cultural).
Inicialmente, eles pintaram grafites de anões considerados feios em manchas de tinta cobrindo slogans antigovernamentais nos muros da cidade. Depois, começando em 1985 e continuando até 1990, o grupo organizou uma série de mais de sessenta eventos em várias cidades polonesas, incluindo Wrocław, Varsóvia, Łódź, Lublin e Tomaszów Mazowiecki.
Foi o elemento mais pitoresco da oposição polonesa ao autoritarismo stalinista. Suspendeu a atividade em 1989, mas foi reativada em 2001 e tem permanecido ativa em pequena escala desde então.